# Qazqulu
Qazqulu är en ort i Azerbajdzjan.   Den ligger i distriktet Tovuz Rayonu, i den västra delen av landet, 400 km väster om huvudstaden Baku. Qazqulu ligger 423 meter över havet och antalet invånare är 702.
Terrängen runt Qazqulu är kuperad åt sydväst, men åt nordost är den platt. Runt Qazqulu är det ganska tätbefolkat, med 78 invånare per kvadratkilometer.. Närmaste större samhälle är Qovlar, 10,1 km öster om Qazqulu.
Trakten runt Qazqulu består till största delen av jordbruksmark.